# Arnaldo Di Benedetto
Arnaldo Di Benedetto (Malles Venosta, 19 settembre 1940 – Santena, 16 settembre 2021) è stato un critico letterario italiano.

## Biografia
Ha studiato presso l'Università Statale di Milano, laureandosi con Mario Fubini con una tesi sulle Rime di Torquato Tasso, e presso la Scuola Normale Superiore di Pisa (diploma di perfezionamento con una tesi sull'Ultimo Tasso). E a Torquato Tasso è dedicata una parte dei suoi scritti critici. I suoi primi studi d'argomento tassiano sono: Un'imitazione tassiana d'un sonetto di Giovanni Della Casa e Un sonetto del Tasso, pubblicati sul «Giornale storico della letteratura italiana» nel 1965 e nel 1966; e Le rime «eteree» e Una lettura del Tasso lirico, pubblicati sulla rivista «Studi Tassiani» nel 1966.
Dal 1967 al 1969 è stato borsista «di addestramento didattico e scientifico» ancora presso la Scuola Normale Superiore di Pisa. Dal 1969 al 2010 ha insegnato Letteratura italiana presso l'Università degli Studi di Torino, dapprima come professore incaricato, poi come professore ordinario. Ha inoltre insegnato presso le università di Berna, di Paris-Sorbonne, di Chambéry, all'École Normale Supérieure di Lione, e all'Indiana University.  È stato direttore responsabile del «Giornale storico della letteratura italiana» fino al 2021, e ha collaborato a numerose riviste letterarie italiane e estere, oltre che all'Enciclopedia dantesca Treccani. È stato nel comitato scientifico di «Critica letteraria». Dal 2012 era professore emerito dell'Università degli Studi di Torino.
Negli anni trascorsi a Merano ha studiato privatamente violino. Diciottenne, ha pubblicato a Milano, con lo pseudonimo Aldo Di Benedetto, un volume di racconti: Esistenze (1959). Ha inoltre pubblicato poesie su «Galleria» (rivista diretta da Leonardo Sciascia), con presentazione di Luciano Erba, e nell'Almanacco dello Specchio della Mondadori con presentazione di Sergio Solmi. Alla fine degli anni cinquanta ha frequentato quella che è stata definita “l'ultima bohème": gli artisti (Lucio Fontana, Gianni Dova, Edoardo Franceschini, Piero Manzoni, Uliano Lucas e altri) e gli scrittori (tra questi ultimi, Luciano Bianciardi, Mario Schettini, Camillo Pennati, Nanni Balestrini ecc.) che s'incontravano al Bar Jamaica in via Brera a Milano, esperienza importante anche per la sua formazione di critico. Fra l'altro, da quegli artisti ha imparato a prestare attenzione ai problemi e alle «soluzioni» (parola da loro usatissima) formali. Una più complessa esperienza è stata per lui la successiva frequentazione dello scultore e, soprattutto nei suoi ultimi anni, pittore Gastone Panciera. Tra la fine degli anni cinquanta e i primi anni sessanta ha lavorato periodicamente alla Galleria Pater in via Borgonuovo a Milano, e ha frequentato anche il Blu Bar di piazza Meda, sempre a Milano, luogo d'incontro di poeti e letterati (Sergio Solmi, Vittorio Sereni, Franco Fortini, Luciano Erba, Luciano Anceschi, Sergio Antonielli, ecc.). Negli stessi anni conobbe Eugenio Montale e Ezra Pound (sulla frequentazione di L. Erba, si veda il suo Con Luciano Erba, in «Autografo», XXIV [2016]; su quella di Montale, si veda il suo Ricordare Montale, in Non chiederci la parola… Gozzano, Sbarbaro, Montale, a cura di G. Balbis, Mallare [SV], Matisklo, 2015).
Suoi campi prevalenti di studio sono: Dante, la letteratura rinascimentale italiana (poesia quattrocentesca, petrarchismo lirico, letteratura del comportamento), Torquato Tasso, Alessandro Guarini, la letteratura settecentesca italiana, l'italianista tedesco Christian Joseph Jagemann, Vittorio Alfieri, il vescovo Michele Natale e il Catechismo repubblicano a lui a torto attribuito, il Romanticismo italiano, il Filellenismo italiano ottocentesco, Manzoni, Leopardi, d'Azeglio, Nievo, Verga, Arrigo Boito, D'Annunzio, Benedetto Croce, Pirandello, Ezra Pound, Guido Gozzano, Umberto Saba, Emilio Lussu, Eugenio Montale, Sergio Solmi, Luciano Erba, Giovanni Giudici, Rodolfo Quadrelli, Bernard Berenson, Roberto Longhi, lo scrittore giapponese Yukio Mishima, il cubano Norberto Fuentes, e i narratori tirolesi Franz Tumler, Joseph Zoderer, Lilli Gruber, Sabine Gruber. È inoltre interessato ai problemi teorici, metodologici e storici della critica letteraria. Alcuni suoi scritti hanno, non a caso, un carattere comparatistico – Gustavo Costa ha sottolineato la sua formazione culturale «europea». Un altro suo interesse è quello per le arti figurative, e si è occupato fra l'altro del disegnatore tirolese Paul Flora.
Era socio nazionale dell'Accademia delle Scienze di Torino e dell'Accademia dell'Arcadia, socio corrispondente dell'Ateneo di Scienze Lettere ed Arti di Bergamo e del Centro di Studi Muratoriani di Modena, socio dell'Accademia di studi italo-tedeschi  / Akademie deutsch-italienischer Studien di Merano e del Centro italo-tedesco «Villa Vigoni»  / Deutsch-Italienisches Zentrum «Villa Vigoni» di Menaggio. Era membro del consiglio scientifico del Centro di studi tassiani di Bergamo. È stato per molti anni, fino al 2014, membro del consiglio scientifico della Fondazione Centro nazionale studi manzoniani di Milano. Dal 1989 al 1999 è stato presidente del Centro nazionale di studi alfieriani di Asti. Era presidente del comitato per l'edizione nazionale delle opere di Ugo Foscolo e membro dei comitati delle edizioni nazionali delle opere di Torquato Tasso, Alessandro Manzoni, Luigi Capuana, Federico De Roberto. Gli sono stati assegnati il «Premio Tasso» del Centro di studi tassiani di Bergamo (1965 e 1968), il Premio «Corrado Alvaro» per la critica letteraria (2002) e il Premio «Messori Roncaglia e Mari» dell'Accademia nazionale dei Lincei (2003). Nel 2007 l'Università di Atene gli ha conferito la laurea honoris causa.
Arnaldo Di Benedetto è morto nel 2021, pochi giorni prima del suo 81º compleanno, lasciando tre figli.

## Opere

### Opere in volume
- Esistenze, racconti, Milano, Edizioni del Cavalluccio, 1959.
- Nievo e la letteratura campagnola, in Letteratura italiana Laterza, diretta da Carlo Muscetta, Bari-Roma, Laterza, 1975.
- Tra Sette e Ottocento. Poesia, letteratura e politica, Alessandria, Edizioni dell'Orso, 1991.
- Verga, D'Annunzio, Pirandello. Studi e frammenti critici, Torino, Fògola, 1994.
- Le passioni e il limite. Un'interpretazione di Vittorio Alfieri, Napoli, Liguori, 19942.
- Con e intorno a Torquato Tasso, Napoli, Liguori, 19963.
- Ippolito Nievo e altro Ottocento, Napoli, Liguori, 1996.
- Poesia e critica del Novecento, Napoli, Liguori, 1999.
- Dal tramonto dei Lumi al Romanticismo, Modena, Mucchi, 2000.
- Poesia e comportamento. Da Lorenzo il Magnifico a Campanella, Alessandria, Edizioni dell'Orso, 2002.
- Il dandy e il sublime. Nuovi studi su Vittorio Alfieri, Firenze, Olschki, 2003.
- Sekundärliteratur. Critici, eruditi, letterati, Firenze, Società Editrice Fiorentina, 2005.
- Tra Rinascimento e Barocco. Dal petrarchismo a Torquato Tasso, Firenze, Società Editrice Fiorentina, 2007.
- Fra Germania e Italia. Studi e flashes letterari, Firenze, Olschki, 2008.
- Dante e Manzoni. Studi e letture, Battipaglia, Laveglia&Carlone, 20093.
- I libri che hanno fatto (e disfatto) gli italiani (con Prefazione di Cesare Segre), Torino, Aragno, 2012.
- Con e intorno a Vittorio Alfieri, Firenze, Società Editrice Fiorentina, 2013.
- Alfieri, Roma, Salerno Editrice, 2014 (con Vincenza Perdichizzi).

Inoltre ha collaborato a: Letteratura italiana. I contemporanei, a cura di Gianni Grana (Milano, Marzorati); Letteratura italiana. Storia e testi, direttore Carlo Muscetta (Bari, Laterza); Storia della letteratura italiana, diretta da Enrico Malato (Roma, Editrice Salerno); Enciclopedia dantesca Treccani; Oxford Companion to Italian Literature, Edited by Peter Heinsworth and David Robey (Oxford, Oxford University Press): voci Alfieri Vittori e Saul; Dizionario Bompiani degli autori; Dizionario critico della letteratura italiana (Utet).

### Curatele
- Vittorio Alfieri, Opere, Milano-Napoli, Ricciardi, 1977.
- Giovanni Verga, Dal tuo al mio, Milano, Serra e Riva, 1982.
- Massimo d'Azeglio, Il Sor Checco Tozzi. Racconti romani, Napoli, Guida, 1984.
- Alessandro Manzoni, I longobardi in Italia, Torino, Fògola, 1984.
- Giulio Augusto Levi, Storia del pensiero di Giacomo Leopardi, Bologna, Boni, 1987.
- Alessandro Manzoni, La Rivoluzione francese del 1789 e la Rivoluzione italiana del 1859, Torino, Fògola, 1990.
- Prose di Giovanni Della Casa e altri trattatisti cinquecenteschi del comportamento, Torino, UTET, 19912.
- Vittorio Alfieri, La virtù sconosciuta, Torino, Fògola, 1991.
- Giovanni Della Casa, Galateo, Milano, TEA, 1992.
- Alvise Cornaro, La vita sobria, Milano, TEA, 1993.
- Vittorio Alfieri, Mirandomi in appannato specchio, Palermo, Sellerio, 1994.
- Giovanni Della Casa, Galateo, Torino, Fògola, 2004.
- AAVV, La geografia immaginaria di Salgari, Bologna, Il Mulino, 2012.

### Prefazioni e postfazioni
- Giuseppe Baretti letterato e viaggiatore, Atti del convegno, Napoli 15 dicembre 1989, a cura di Arturo Martorelli, Premessa di Arnaldo Di Benedetto, Napoli, Valentino, 1993 (Istituto italiano per gli studi filosofici, Circolo Georges Sadoul).
- Prefazione a Alain, Pensieri sull'estetica, a cura di Ettore Bonora, Milano, Guerrini e Associati, 1998.
- Prefazione a Ettore Bonora, La poesia di Montale. «Ossi di seppia», Alessandria, Edizioni dell'Orso, 2004.
- Prefazione a Mario Scotti, Poesie, Roma, Avagliano, 2010.
- Postfazione a Vittorio Alfieri, Der Fürst und die Wissenschaften, herausgegeben von Enrica Yvonne Dilk und Helmuth Mojem, mit einem Nachwort von Arnaldo Di Benedetto, aus dem Italienischen von Friedrich Buchholz, Göttingen, Wallstein Verlag, 2011.
- Prefazione a AAVV, La geografia immaginaria di Salgari, a cura di Arnaldo Di Benedetto, Bologna, Il Mulino, 2012.
- Presentazione di Il carteggio di Vittorio Cian, a cura di Lorenzo Bocca, Firenze, Olschki, 2013.
- Presentazione di Vittorio Cian-Carlo Dionisotti, a cura di Aurelio Malandrino, Firenze, Olschki, 2016.